# 大斑鯙
大斑鯙，又稱大斑海鱔，為輻鰭魚綱鰻鱺目鯙亞目鯙科的其中一種，分布於東大西洋區，從茅利塔尼亞及納米比亞海域，棲息深度可達45公尺，體長可達150公分，為底棲性魚類，屬肉食性，以魚類及甲殼類為食，可做為食用魚。

## 擴展閱讀
維基物種上的相關：大斑鯙